# جيسي خوسيه دي ليما
جيسي خوسيه دي ليما (بالبرتغالية: Gesiel José de Lima‏) (8 ديسمبر 1968 في أوليندا في البرازيل – )؛ هو لاعب كرة قدم سابق كان يلعب كمدافع.

## وصلات خارجية
- جيسي خوسيه دي ليما على موقع الاتحاد الدولي (مؤرشف)  (الإنجليزية)
- جيسي خوسيه دي ليما على موقع الاتحاد الأوربي (الإنجليزية)
- جيسي خوسيه دي ليما على موقع رابطة كرة القدم اليابانية للمحترفين (اليابانية)
- جيسي خوسيه دي ليما على موقع عالم كرة القدم.نت (الإنجليزية)